# Nicolas Eugène Simoutre
Nicolas Eugène Simoutre (* 19. April 1834 im Mirecourt; † Januar 1908 in Genf) war ein französischer Geigenbauer.

## Leben
Seine Lehre absolvierte er bei seinem Vater Nicolas (1788–1870) in Mirecourt und arbeitete danach in Straßburg bei Charles Claude Darche in Paris (1852–1856) und bei Ch. Roth in Straßburg (1856–1860). Er kam 1856 nach Basel, wo er sein Atelier in der Steinenvorstadt einrichtete.  Eine weitere Werkstatt besaß er auch in Mühlhausen. Simoutre war ein sehr rühriger und erfinderischer Handwerker, der viele Versuche zur Verbesserung der Tonqualität anstellte, die jedoch leider oft das Instrument verdarben.  Er baute zahlreiche Geigen, Bratschen, Celli und Bässe in sorgfältiger Verarbeitung, wobei er oft nach dem Modell von Stradivari arbeitete.  Seine Instrumente bekamen Auszeichnungen bei verschiedenen Ausstellungen: Ehrendiplome in Basel (1877), Zürich (1883) und eine Bronzemedaille in Paris (1889), die er jedoch zurückwies. 1889 übergab er sein Geschäft an Paul Meinel und ging nach Paris, wo sich sein Atelier an der Faubourg Poissonière 21 befand. Er verstarb 1908 in Genf.

## Publikationen
Neben seiner Tätigkeit als Geigenbauer beschäftigte er sich auch als Schriftsteller.
- Aux amateurs du violon historique, construction, reparation et conservation de cet instrument. 1883 (eingeschränkte Vorschau in der Google-Buchsuche).
- Un progres en lutherie. 1886 (eingeschränkte Vorschau in der Google-Buchsuche).
- Supplement aux amateurs du violon et au progres en lutherie. 1889 (eingeschränkte Vorschau in der Google-Buchsuche).